# Ernestina del Palatinato-Sulzbach
Contessa palatina Ernestina Sulzbach (15 maggio 1697 – 14 aprile 1775) fu la moglie del langravio Guglielmo "il Giovane" d'Assia-Wanfried e dopo la sua morte prioressa del monastero carmelitano a Neuburg an der Donau come sorella Augusta.

## Biografia
Era la terza figlia femmina di Teodoro Eustachio, Conte Palatino di Sulzbach e di sua moglie la lamgravia Maria Eleonora d'Assia-Rotenburg. I Duchi e Conti Palatini di Sulzbach erano una linea collaterale del Casato di Wittelsbach.
Ernestina e la sorella maggiore Francesca Cristina furono allevate nell'abbazia di Essen. L'Imperatore Carlo VI combinò il suo matrimonio con il quarantottenne Guglielmo il Giovane d'Assia-Wanfried-Rheinfels. Il matrimonio ebbe luogo il 19 settembre 1719 e rimase senza figli. Dopo la morte del marito nel 1731, visse inizialmente nel Castello di Rheinfels, in seguito si trasferì nel monastero carmelitano a Neuburg an der Donau, dove era nota con il nome religioso di sorella Augusta ed infine divenne prioressa. Secondo Torsy e Kracht, fu un modello per le sue sorella di obbedienza, umiltà e amore per la povertà. Aveva una fama di santità quando morì nel 1775. Fu sepolta nella Chiesa di Corte a Neuburg.

## Ascendenza
|                                             |                           |                                                   | Genitori                            |  |  | Nonni |  |  | Bisnonni                       |  |  | Trisnonni                            |  |
|                                             |                           |                                                   |                                     |  |  |       |  |  | Augusto del Palatinato-Neuburg |  |  | Filippo Luigi del Palatinato-Neuburg |  |
|                                             |                           |                                                   |                                     |  |  |       |  |  | Augusto del Palatinato-Neuburg |  |  | Filippo Luigi del Palatinato-Neuburg |  |
|                                             |                           | Anna di Jülich-Kleve-Berg                         |                                     |  |  |       |  |  | Augusto del Palatinato-Neuburg |  |  |                                      |  |
| Cristiano Augusto del Palatinato-Sulzbach   |                           |                                                   |                                     |  |  |       |  |  | Augusto del Palatinato-Neuburg |  |  |                                      |  |
|                                             |                           | Edvige di Holstein-Gottorp                        | Giovanni Adolfo di Holstein-Gottorp |  |  |       |  |  |                                |  |  |                                      |  |
|                                             |                           | Edvige di Holstein-Gottorp                        | Giovanni Adolfo di Holstein-Gottorp |  |  |       |  |  |                                |  |  |                                      |  |
|                                             |                           | Edvige di Holstein-Gottorp                        | Augusta di Danimarca                |  |  |       |  |  |                                |  |  |                                      |  |
| Teodoro Eustachio del Palatinato-Sulzbach   |                           | Edvige di Holstein-Gottorp                        |                                     |  |  |       |  |  |                                |  |  |                                      |  |
|                                             |                           | Giovanni VII di Nassau-Siegen                     | Giovanni VI di Nassau-Dillenburg    |  |  |       |  |  |                                |  |  |                                      |  |
|                                             |                           | Giovanni VII di Nassau-Siegen                     | Giovanni VI di Nassau-Dillenburg    |  |  |       |  |  |                                |  |  |                                      |  |
|                                             |                           | Giovanni VII di Nassau-Siegen                     | Elisabetta di Leuchtenberg          |  |  |       |  |  |                                |  |  |                                      |  |
| Amalia di Nassau-Siegen                     |                           | Giovanni VII di Nassau-Siegen                     |                                     |  |  |       |  |  |                                |  |  |                                      |  |
|                                             |                           | Margherita di Holstein-Sondenburg-Plön            | …                                   |  |  |       |  |  |                                |  |  |                                      |  |
|                                             |                           | Margherita di Holstein-Sondenburg-Plön            | …                                   |  |  |       |  |  |                                |  |  |                                      |  |
|                                             |                           | Margherita di Holstein-Sondenburg-Plön            | …                                   |  |  |       |  |  |                                |  |  |                                      |  |
| Ernestina del Palatinato-Sulzbach           |                           | Margherita di Holstein-Sondenburg-Plön            |                                     |  |  |       |  |  |                                |  |  |                                      |  |
|                                             | Ernesto d'Assia-Rheinfels | Maurizio d'Assia-Kassel                           |                                     |  |  |       |  |  |                                |  |  |                                      |  |
|                                             | Ernesto d'Assia-Rheinfels | Maurizio d'Assia-Kassel                           |                                     |  |  |       |  |  |                                |  |  |                                      |  |
|                                             | Ernesto d'Assia-Rheinfels | Giuliana di Nassau-Dillenburg                     |                                     |  |  |       |  |  |                                |  |  |                                      |  |
| Guglielmo d'Assia-Rotenburg                 | Ernesto d'Assia-Rheinfels |                                                   |                                     |  |  |       |  |  |                                |  |  |                                      |  |
|                                             |                           | Maria Eleonora di Solms-Hohensolms-Lich           | …                                   |  |  |       |  |  |                                |  |  |                                      |  |
|                                             |                           | Maria Eleonora di Solms-Hohensolms-Lich           | …                                   |  |  |       |  |  |                                |  |  |                                      |  |
|                                             |                           | Maria Eleonora di Solms-Hohensolms-Lich           | …                                   |  |  |       |  |  |                                |  |  |                                      |  |
| Maria Eleonora d'Assia-Rotenburg            |                           | Maria Eleonora di Solms-Hohensolms-Lich           |                                     |  |  |       |  |  |                                |  |  |                                      |  |
|                                             |                           | Ferdinando Carlo di Löwenstein-Wertheim-Rochefort | …                                   |  |  |       |  |  |                                |  |  |                                      |  |
|                                             |                           | Ferdinando Carlo di Löwenstein-Wertheim-Rochefort | …                                   |  |  |       |  |  |                                |  |  |                                      |  |
|                                             |                           | Ferdinando Carlo di Löwenstein-Wertheim-Rochefort | …                                   |  |  |       |  |  |                                |  |  |                                      |  |
| Maria Anna di Löwenstein-Wertheim-Rochefort |                           | Ferdinando Carlo di Löwenstein-Wertheim-Rochefort |                                     |  |  |       |  |  |                                |  |  |                                      |  |
|                                             |                           | Anna Maria di Fürstenberg-Heiligenberg            | …                                   |  |  |       |  |  |                                |  |  |                                      |  |
|                                             |                           | Anna Maria di Fürstenberg-Heiligenberg            | …                                   |  |  |       |  |  |                                |  |  |                                      |  |
|                                             |                           | Anna Maria di Fürstenberg-Heiligenberg            | …                                   |  |  |       |  |  |                                |  |  |                                      |  |
|                                             |                           | Anna Maria di Fürstenberg-Heiligenberg            |                                     |  |  |       |  |  |                                |  |  |                                      |  |